# شلمه مورن
شلمه مورن (عبری: שלמה מורן‎؛ زادهٔ ۱ ژانویهٔ ۱۹۴۷) دانشمند رایانه اهل اسرائیل است.
وی همچنین برندهٔ جوایزی همچون جایزه گودل شده‌است.